# Aérozine 50

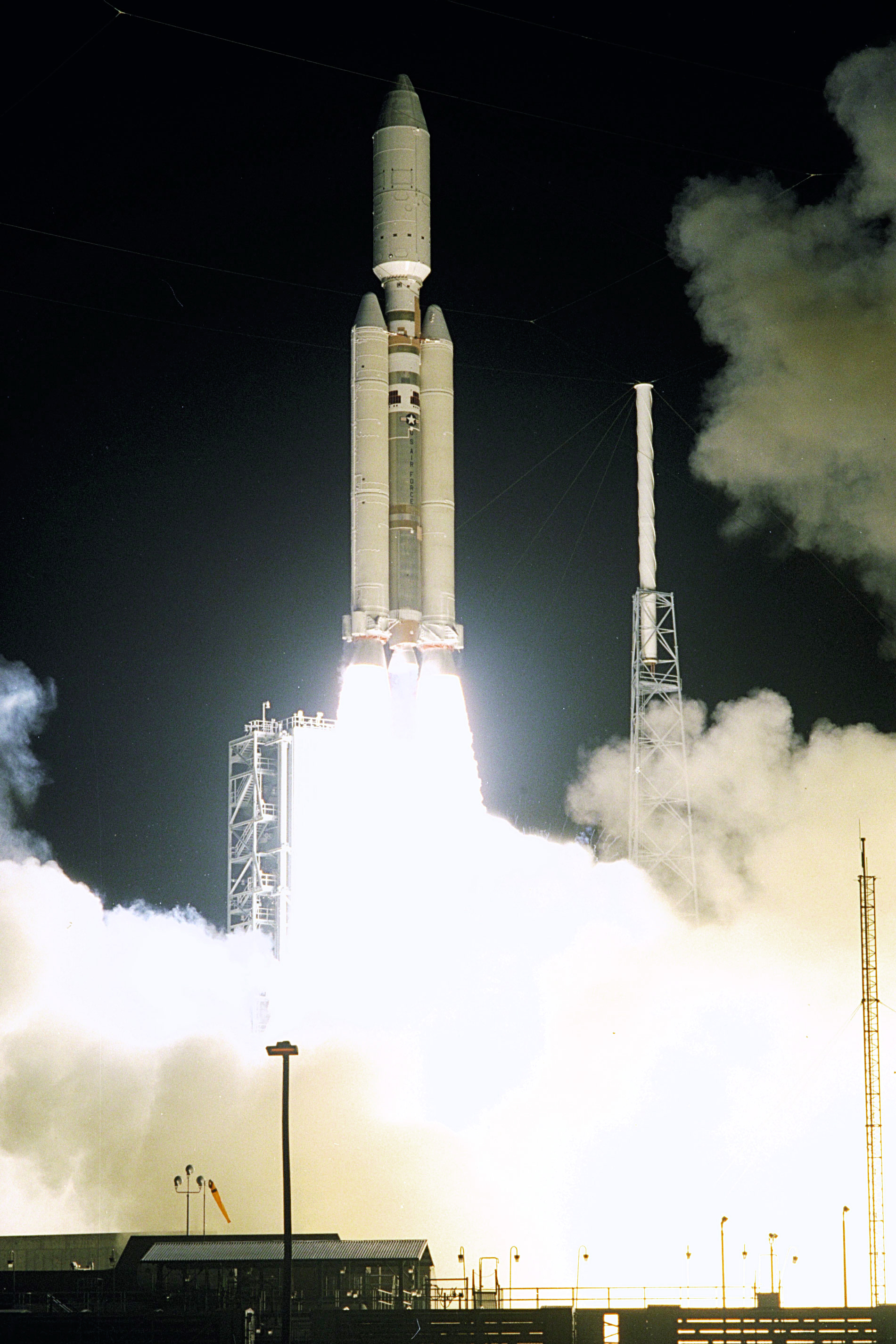
Lancement de la mission Cassini-Huygens par une fusée Titan IV B/Centaur le 15/10/1997, dont les deux premiers étages étaient propulsés à l'aérozine 50 avec le peroxyde d'azote (NTO).
Propulseurs d'appoint IV B : PCPA
- Impulsion spécifique : 286 s
- Poussée : 15120 kN par propulseur
- Durée : 140 s
1er étage : NTO / Aérozine 50
- Impulsion spécifique : 302 s
- Poussée : 2440 kN
- Durée : 164 s
2e étage : NTO / Aérozine 50
- Impulsion spécifique : 316 s
- Poussée : 467 kN
- Durée : 223 s
3e étage Centaur : LOX / LH2
- Impulsion spécifique : 444 s
- Poussée : 147 kN
- Durée : 625 s

L'Aérozine 50 est un carburant stockable développé aux États-Unis dans les années 1950 pour les missiles balistiques intercontinentaux (ICBM) Titan II, à la suite de quoi il a été utilisé dans les lanceurs dérivés de ces missiles. C'est un mélange composé de 50 % d'hydrazine et de 50 % de diméthylhydrazine asymétrique (UDMH). Il est hypergolique avec le peroxyde d'azote (NTO), offrant le meilleur compromis entre la stabilité de l'UDMH et la densité plus élevée de l'hydrazine.

## Applications
Contrairement aux propergols cryogéniques, les propergols de type NTO / aérozine 50 peuvent être stockés sans difficulté dans les engins spatiaux pendant plusieurs semaines, la limite venant de la corrosion induite par le peroxyde d'azote et non pas de l'aérozine 50. L'aérozine 50 a été utilisée avec le NTO par Apollo 11 pour l'atterrissage puis le décollage du LEM, ainsi que pour le placement orbital des sondes Voyager 1 et Voyager 2. Il a également été utilisé comme combustible avec le NTO dans les deux premiers étages des lanceurs Titan IV et dans le deuxième étage des lanceurs Delta II et III.